# Ikeda (Tokushima)
Ikeda (jap. 池田町, -chō) war eine Gemeinde im Landkreis Miyoshi in der Präfektur Tokushima in Japan. Zusammen mit anderen Gemeinden wurde sie am 1. März 2006 zur neu gegründeten Stadt Miyoshi vereinigt.

## Lage
Die Ortschaft liegt am Fluss Yoshino, und im Innern der Insel Shōdoshima. Rund 10 Kilometer vom Zentrum flussaufwärts befindet sich die Koboke-Schlucht, so wie der westlich davon liegende Tsurugi San Quasi Nationalpark mit der Iya-Schlucht.

## Verkehr
Der Bahnhof Awa Ikeda liegt an der JR Dosan-Linie die von Takamatsu über Kōchi nach Wakai führt. In Awa Ikeda zweigt von dieser Linie die Tokushima-Linie nach Tokushima ab.
Durch Ikeda führen auch wichtige Inlandverbindungsstrassen. Von West nach Ost ist dies die Straße 192 und die Tokushima-Autobahn, welche die 192 auf dieser Teilstrecke ersetzt. Die Straße 192 führt von Kawanoe nach Mima und weiter nach Tokushima. Und von Nord nach Süd, die Straße 32 die von der Autobahn, die über die Sento-Brücke kommt direkt nach Süden weiterführt und über Kothari, Ikeda erreicht. Sie führt weiter nach Süden über Koboke und Oboke nach Otoyo, wo sie wieder in die Autobahn nach Kochi mündet.